# Andrea Parodi (cantautore)
Andrea Parodi (Cantù, 6 maggio 1975) è un cantautore italiano.

## Biografia
Inizia a suonare la chitarra da adolescente, influenzato dai cantautori italiani e da grandi artisti americani come Bob Dylan, John Prine, Steve Earle, Leonard Cohen ed altri; compone poi le prime canzoni, che propone in concerto nella sua regione.
Durante una serie di concerti ha l'occasione di conoscere il musicista canadese Bocephus King (pseudonimo di Jamie Perry, con cui diventa amico, e che lo invita a Vancouver: qui, insieme al gruppo di King (che si occupa degli arrangiamenti), registra l'album di esordio, Le piscine di Fecchio, pubblicato nel 2002.
L'album ottiene un buon riscontro di pubblico e di critica, consentendo a Parodi da un lato di effettuare il primo tour italiano, e dall'altro di essere coinvolto nella realizzazione del progetto Mille papaveri rossi, doppio album tributo a Fabrizio De André pubblicato nel 2003, in cui Parodi è presente con una sua versione di Suzanne di Leonard Cohen realizzata insieme a Bocephus King.
Sempre grazie a King effettua nel corso del 2004 e del 2005 una tournée internazionale che tocca la Scozia, la Germania, l'Inghilterra, gli Stati Uniti ed altri paesi; inizia poi il lavoro di scrittura e di realizzazione per il suo secondo album, Soldati, ancora insieme a Bocephus King, pubblicato nel 2007.
Al disco collaborano alcuni altri musicisti, come Claudio Lolli (in Per non sentirsi soli), Luigi Grechi (nel brano Formia ha Gaeta ma Gaeta Formia non ha), Massimiliano Larocca, Suni Paz, di cui Parodi traduce in italiano Tania, Guerrillera, canzone del 1973 dedicata a Tamara Bunke (guerrigliera in Bolivia con Ernesto "Che" Guevara, raffigurata anche sulla copertina dell'album), che diventa Tania la guerrigliera e in cui duetta con la cantautrice argentina, e la rock band marchigiana The Gang, con cui si esibisce in varie occasioni; la copertina dell'album è realizzata in carta riciclata.
A marzo 2008 viene chiamato per una serie di concerti in Texas, partecipando anche ad alcune trasmissioni televisive e radiofoniche, e traendo ispirazione per l'arrangiamento Tex-mex di Avventura a Durango, traduzione di Romance in Durango di Bob Dylan, che registra insieme al cantautore fiorentino Massimiliano Larocca, ad Andrew Hardin e a Joel Guzman, che nel 2009 viene inclusa nell'album Duemila papaveri rossi.
Dal 2008 attraverso la Pomodori Music si occupa di organizzare spettacoli e concerti, portando in tour in Italia molti musicisti e band internazionali tra cui Eileen Rose, Joe Ely, Luke Doucet, Holly Williams.
Nel 2010 realizza un album insieme a Massimo Bubola, Massimiliano Larocca e Jono Manson, con la denominazione Barnetti Bros Band, intitolato Chupadero! (dalla città del Nuovo Messico in cui vive il cantautore newyorkese ed in cui l'album è stato registrato).
Il disco guadagna la copertina della rivista musicale italiana Buscadero.
Dopo una lunga preparazione iniziata in Texas nel 2013 esce su Appaloosa Records il 6 maggio del 2021 il suo nuovo disco Zabala, con la partecipazione di numerosi musicisti iconici della scena folk-rock americana del calibro di David Bromberg, Scarlet Rivera, Tommy Mandel. Il video del singolo, C'è, uscito a un anno di distanza e diretto da Mattia Mura, vede la partecipazione, tra gli altri, di Bocephus King e Joe Bastianich.

## Discografia

### Album in studio
- 2002 – Le piscine di Fecchio
- 2007 – Soldati
- 2009 – Chupadero! (con la Barnetti Bros Band)
- 2021 – Andrea Parodi Zabala

### Partecipazioni
- 2003 – Mille papaveri rossi (con Suzanne)
- 2007 – Duemila papaveri rossi (Avventura a Durango)